# Eddie Duffy
Eddie Duffy (* 30. Dezember 1969 in Toryglen, Glasgow, Schottland) ist ein schottischer Bassist und war von 1998 bis September 2010 Mitglied der Rockband Simple Minds. 

## Biografie
Eddie Duffy wuchs in Glasgow in derselben Straße auf wie die Simple-Minds-Gründer Jim Kerr und Charlie Burchill. Er traf die beiden bei einem Studiotermin mit der Band Sly Silver Sly nach deren Simple-Minds-Neapolis-Tour. Die Simple Minds waren nach der Tour auseinandergegangen, und Kerr und Burchill suchten neue Live-Musiker für einen Benefiz-Auftritt.

Somit bildeten Jim Kerr und Charlie Burchill mit den Musikern Eddie Duffy, Mark Kerr und Kevin Hunter für kurze Zeit die Simple Minds.
1999 produzierten die Simple Minds dann das Album Our Secrets Are The Same mit Eddie Duffy am Bass, der schließlich in der Band blieb. Nach dem vorletzten Konzert der Festival-Tour-2010, dem "Polo rockt!" in Jüchen, Deutschland, verließ er die Band und wurde für das letzte Konzert in Paris durch Ged Grimes ersetzt.